# African Lakes Corporation

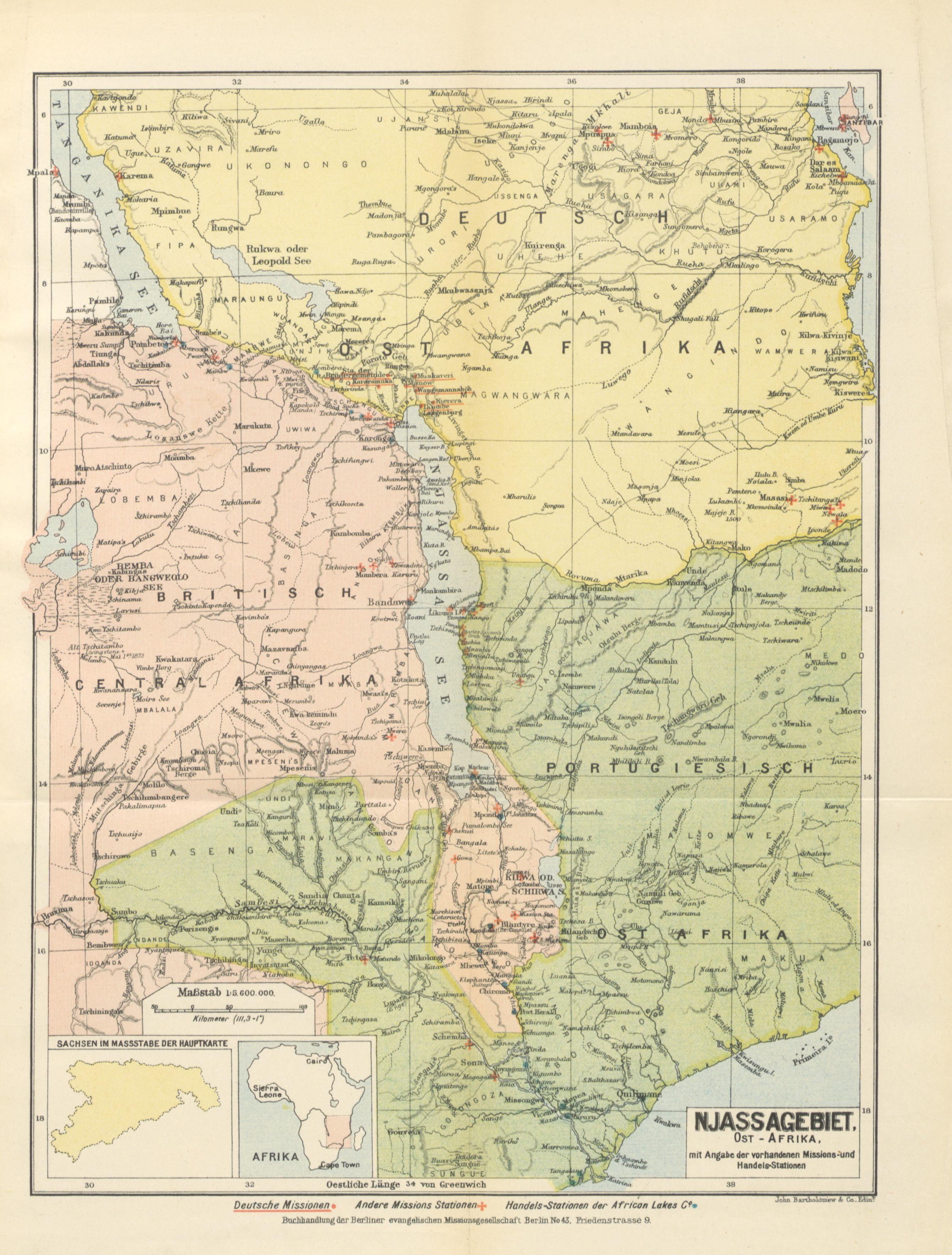
Handels-Stationen der African Lakes C. (Karte von 1894)

Die African Lakes Corporation (Afrikanische Seengesellschaft) war eine britische Kolonialhandelsgesellschaft in Südostafrika, die seit 1878 Handelsstationen in Njassaland (jetzt Malawi) und südlich davon im Makololo-Land errichtete. 
Die Livingstonia Central African Trading Company wurde 1878 von einer Gruppe schottischer Kaufleute um James Stevenson in Glasgow gegründet. Zuvor hatte David Livingstone das Gebiet um den Njassasee erkundet und eine Gruppe schottisch-presbyterianischer Missionare um den Arzt James Stewart 1875 die Missionsstation Livingstonia gegründet. Die Gesellschaft nannte sich anschließend in African Lakes Company und schließlich African Lakes Corporation um. 
Sie versuchte, den Handel am Unterlauf des Sambesi, am Shire und am Njassasee vollständig unter ihre Kontrolle zu bringen und auch den Verkehr mit dem Tanganjika-See zu erschließen. Dazu baute man vom südlichen Ende des Tanganjika bis zum Nordende des Njassasees eine Straße, die so genannten Stevenson Road. 
Als Großbritannien 1888 seine Interessensphäre vom Betschuanaland nach Matabeleland und bis zum Südufer des Sambesi ausdehnte, konstituierte sich 1889 die Britische Südafrika-Gesellschaft. Diese übernahm 1892 sämtliche Stationen und Handelsgeschäfte von der African Lakes Company.